# 1991 în artă
← 1988 în artă — 1989 în artă — 1990 în artă ——  1991 în artă  —— 1992 în artă — 1993 în artă — 1994 în artă →
1991 în artă implică o serie de evenimente:

## Premii

### Premii oriunde
- Premiul Archibald – Archibald Prize -
- Premiul Beck's Futures – Beck's Futures -
- Premiul Hugo Boss – Hugo Boss Prize –
- Premiul John Moores Painting - John Moores Painting Prize -
- Premiul Turner – Turner Prize –

## Galerie (lucrări din 1991)
- Lucrări reprezentative